# 신시아 프레스턴
신시아 프레스턴(영어: Cynthia Preston, 1968년 5월 18일 ~)은 캐나다 토론토 출신의 영화배우이다.

## 방송
- 제너럴 호스피털

## 영화
- 캐리 (2013년) - 엘레노어 스넬 역
- 위스키 비즈니스 (2012년) - 제스 역
- 락트 어웨이 (2010년) - 레이첼 역
- 더 러브 오브 허 라이프 (2008년)
- 이벤트 (2003년) - 에이미 역
- 씬 블루 라이 (2000년)
- 디아블로 (1999년) - 엘리 케인 역
- 토탈 리콜 - TV 시리즈 (1999년)
- 조셉스 기프트 (1998년)
- 하드 웨폰 (1997년)
- 블랙 폭스 (1995년)
- 웨일 뮤직 (1994년)
- 졸업 파티 3 - 최후의 키스 (1990년) - 사라 역
- 악마의 뇌 (1988년)
- 13일의 금요일 - TV 시리즈 (1987년)
- 복수의 도시 (1987년)
- 사랑의 선택 (1986년)